# José Macías
José Bartolomé Macías (1901 - 10 abril de 1966) foi um árbitro de futebol argentino, que apitou partidas da Copa do Mundo FIFA de 1930. É considerado um dos melhores árbitros argentinos da história.